# Юрський період
| Юрський період                                                |                                                           |
| Хронологія                                                    | 201,3–145 млн років тому                                  |
| Середня концентрація кисню (O2) впродовж періоду              | бл. 26 % (130 % від сучасного рівня)                      |
| Середня концентрація вуглекислого газу (CO2) впродовж періоду | бл. 1950 ppm (у 7 разів більше доіндустріального періоду) |
| Середня температура поверхні впродовж періоду                 | бл. 16.5 °C (на 3 °C вище сучасного рівня)                |

Ю́рський пері́од, часто юра́ — період геологічної історії Землі, середній геологічний період мезозойської ери. Тривав приблизно 56,3 млн років: від 201,3 ± 0,2 до приблизно 145,0 млн років тому.
За юрського періоду великі простори материків зазнали опускання і трансгресії в їхні межі моря. Наприкінці цього періоду море вкрило величезні простори суходолу як у північній, так і у південній півкулях, причому на території України тільки Український кристалічний щит та Донецький кряж були в цей час вище від рівня моря.
Наприкінці цього періоду відбувались інтенсивні горотворні рухи, які супроводились виходом з-під рівня моря значної частини континентів.

## Палеогеографія та тектоніка
| Система/ Період                                                     | Відділ/ Епоха            | Ярус/ Вік           | Вік (млн років) | Вік (млн років) |
| ------------------------------------------------------------------- | ------------------------ | ------------------- | --------------- | --------------- |
| Крейда, K                                                           | Нижня/Рання, K1          | Беріаський, K1b     | молодше         | молодше         |
| Юра, J                                                              | Верхня/Пізня, J3 (Мальм) | Титонський, J3tt    | ~145,0          | 152,1           |
| Юра, J                                                              | Верхня/Пізня, J3 (Мальм) | Кімериджський, J3km | 152,1           | 157,3           |
| Юра, J                                                              | Верхня/Пізня, J3 (Мальм) | Оксфордський, J3o   | 157,3           | 163,5           |
| Юра, J                                                              | Середня, J2 (Доггер)     | Келовейський, J2k   | 163,5           | 166,1           |
| Юра, J                                                              | Середня, J2 (Доггер)     | Батський, J2bt      | 166,1           | 168,3           |
| Юра, J                                                              | Середня, J2 (Доггер)     | Байоський, J2b      | 168,3           | 170,3           |
| Юра, J                                                              | Середня, J2 (Доггер)     | Ааленський, J2a     | 170,3           | 174,1           |
| Юра, J                                                              | Нижня/Рання, J1 (Лейас)  | Тоарський, J1t      | 174,1           | 182,7           |
| Юра, J                                                              | Нижня/Рання, J1 (Лейас)  | Плінсбахський, J1p  | 182,7           | 190,8           |
| Юра, J                                                              | Нижня/Рання, J1 (Лейас)  | Синемюрський, J1s   | 190,8           | 199,3           |
| Юра, J                                                              | Нижня/Рання, J1 (Лейас)  | Геттанзький, J1h    | 199,3           | 201,3           |
| Тріас, T                                                            | Верхній/Пізній, T3       | Ретський, T3r       | древніше        | древніше        |
| Підрозділи юрської системи наведені згідно МКС, станом на 2018 рік. |                          |                     |                 |                 |
| п о р                                                               |                          |                     |                 |                 |

Тектонічні рухи на планеті протягом юрського періоду були інтенсивніші, ніж в тріасі. Для цього періоду типові процеси складко- і гороутворення, що відбувалися в результаті зіткнення літосферних плит, і великі порушення блокового характеру в межах платформ та областей активізації. Утворення горстови підняттів і грабенів супроводжувалося інтенсивним наземним вулканізмом. Пізньокімерійський орогенез торкнувся окремих районів Альпійсько-Гімалайського поясу (Піренеї, Альпи, Карпати, Крим, Кавказ, Тибет, Індокитай). Орогенічні рухи відбувалися в кінці середньої юри, але особливої сили вони досягли в пізньоюрску епоху, коли охопили північні райони Тихоокеанського геосинклінального поясу.
В цей же час Австралія і Антарктида відділилися від Африки та Індії, і виник новий Індійський океан, який з'єднався зі східною околицею океану Тетіс. Найбільш великим в юрському періоді був Тихий океан. Його розміри навіть перевищували сучасні. Азія відокремилася від Північної Америки океанічним басейном. В західній частині Північної Америки відбувалася інтенсивна складчастість — так званий невадійський орогенез, який за часом відповідав пізньокімерійському. Складкоутворення супроводжувалося впровадженням великих інтрузій і високотемпературним метаморфізмом. Утворення невадійського поясу складчастості і батолітов було зумовлено процесом зіткнення континенту з острівної дугою.
Активізація тектонічних рухів безпосередньо впливала на розподіл морських басейнів і рельєф земної поверхні. На початку пізньої юри настала одна з найбільших мезозойських трансгресій. В цей час морські води проникали по новоствореним грабеноподібним структурам далеко в глиб платформ. Море затопило не лише значну частину Євразії, Північної Америки, Південної Америки, а й східне і західне узбережжя сучасної Африки, західне узбережжя Мадагаскару, Індії та Австралії. Проте в результаті активізації тектонічних рухів у кінці юрського періоду в ряді районів розпочалась регресія моря. Це зумовило не тільки обміління морських басейнів, але і виникнення великих лагун і заток з підвищеною солоністю води.
Різна інтенсивність тектонічних рухів привела до формування різноманітних великих форм рельєфу земної поверхні. Максимальна глибина новостворених океанічних басейнів не перевищувала кількох тисяч метрів. В їх межах виділялися абісальні і батіальниі області, зони материкового схилу і великі шельфові ділянки, поступово переходять у епіконтинентальні моря. Максимальна глибина останніх становила 400—500 м.
Найбільш складним і контрастним рельєфом відзначались області, що зазнали впливу кімерійської складчатості. Для них були характерні нерівне дно морських басейнів, сусідство глибоководних западин з піднятими ділянками дна і острівними дугами, розчленовані узбережжя і сильно порізана берегова лінія. Приморські низовини порівняно швидко переходили у пагорби і гірські масиви, які прорізувалися численними річками. Менш контрастний рельєф існував на платформах. Лише в центральних їх частинах розташовувалися вирівняні височини і горбисто-пагорбкові рівнини змінюються акумулятивними озерно-алювіальними і озерно-дельтовими приморськими низовинами.

## Клімат
Клімат юрського періоду залежав не тільки від сонячного світла. Безліч вулканів, виливи магми на дно океанів підігрівали воду і атмосферу, насичували повітря парою води, що випадала потім дощами на сушу, бурхливими потоками стікала в озера й океани. Про це свідчать численні прісноводні відкладення: білі пісковики, що чергуються з темними суглинками.

## Тваринний світ
В юрському періоді остаточно вимер ряд груп тварин палеозою, виникла нова, характерна для мезозойської ери група голкошкірих — неправильні їжаки. В морських басейнах розвинулись амоніти, белемніти, на суходолі — рептилії. Наприкінці юрського періоду з'являється новий клас хребетних — птахи. Серед рослинного світу продовжували панувати голонасінні.
На пізньоюрський період припадає розквіт літаючих ящерів птерозаврів. У кінці юрського періоду довгохвості птерозаври (рамфоринхи) остаточно вимерли.
Морські води у юрі були значно теплішими ніж тепер. Окрім іхтіозаврів моря населяли довгошиї плезіозаври. Крокодили призвичаїлися до життя в морі.
У юрі виникло багато двоногих хижих динозаврів тероподів, таких як найрозповсюдженіші юрські хижаки аллозаври, мегалозаври, цератозаври, орнітолести.
Саме у юрському періоді з'явилися знамениті археоптерикси — істоти, які мали одночасно ознаки птахів і рептилій.

## Рослинний світ
Теплий і вологий клімат сприяв розквіту рослинного світу. Папоротеподібні, цикадові, хвойні утворювали великі болотисті ліси. На узбережжі зростали араукарії, туї, цикадові. Папороті і хвощі утворювали підлісок. У нижній юрі на всій території північної півкулі рослинність була досить одноманітною. Але вже починаючи із середньої юри, можна визначити два рослинних пояси: північний, в якому переважали гінкго і трав'янисті папороті, і південний з бенетитами, цикадовими, араукаріями, деревоподібними папоротями.
Характерними папоротями юрського періоду були матонії, що збереглися досі на Малайському архіпелазі. Хвощі і плауни майже не відрізнялися від сучасних. Місце вимерлих насінних папоротей і кордаїтів займають саговники, зростаючі і тепер, в тропічних лісах.
Значно поширені були також гінкгові. Їхнє листя зверталося до сонця ребром і нагадували величезні віяла. Від Північної Америки і Нової Зеландії до Азії і Європи росли густі ліси хвойних рослин — араукарії і бенетити. З'являються перші кипарисові і, можливо, ялинові.
До представників юрських хвойних належить також секвоя — сучасна гігантська каліфорнійська сосна. Тепер[коли?] секвої залишилися тільки на Тихоокеанському узбережжі Північної Америки. Збереглися окремі форми ще більш древніх рослин, наприклад глассоптерис. Але таких рослин небагато, оскільки згодом вони були витіснені більш досконалими.
Юрський характер рослинності сприяв розквіту рослинноїдних зауроподів — найбільших тварин за всю історію Землі (брахіозавр, бронтозавр, диплодок). А також травоїдні, доволі оригінальні на вигляд стегозаври — вздовж хребта був розташований подвійний ряд грізного вигляду пластин.

## Корисні копалини і відклади юрського періоду
Юрські відклади поширені на території всіх континентів і присутні в периферійних частинах океанських западин, складаючи основу їх осадового шару. Вологий клімат середньої юри сприяв вуглеутворенню, а сухий пізньої юри — накопиченню евапоритів.
Корисні копалини, пов'язані з юрською системою — численні і різноманітні.
Ендогенне рудоутворення приурочене до геосинклінальних областей Середземноморського і Тихоокеанського поясів. З тілами ультраосновних порід у евгеосинклінальних зонах пов'язані родовища хромітів в Динаридах Європи і в Невадідах Півн. Америки; з вулканічними товщами і субвулканічними тілами середньокислого складу — мідно-колчеданні родовища Кавказу, Анатолії та Японії. Юрський, особливо пізньоюрський геосинклінальний вулканізм супроводжувався утворенням родовищ марганцевих руд, відомих у Альпах і Динаридах. Юрський вік мають і гідротермальні поліметалічні родовища Півд. Осетії. У мезозоїдах Тихоокеанського пояса в Забайкаллі, на п-ові Малакка в Індонезії, в Півн.-Американських Кордильєрах знаходяться численні родовища руд вольфраму, молібдену, олова, поліметалів, золота, рідкісних елементів, пов'язані з пізньокімерійською епохою складчастості і ґранітоїдного магматизму у кінці Ю.с. У Ю.с. поширені оолітові залізні руди, які нагромаджувалися у прибережних зонах мілководних морських басейнів (Франція, Польсько-Німецька низовина, Зах. Сибір). На Півн. Кавказі, в Динаридах, на Півд. Уралі юрські залізорудні родовища являють собою продукти перевідкладення кір вивітрювання по ультраосновних породах. З нижньо- і середньоюрськими корами вивітрювання пов'язані також родовища бокситів в Середземноморській обл. Європи, на Півд. Уралі, у Сер. Азії. З епохою аридизації клімату в пізній юрі пов'язане утворення великих родовищ солей, які локалізуються в периферичних частинах Тетісу (Півн. Кавказ, Великий Балхан, Таджицька депресія, р-н Перської затоки), вздовж східного краю Анд (Колумбія, Перу), в р-ні Мексиканської затоки. Серед верхньоюрських континентальних відкладів аридної зони відомі й родовища уранових руд (плато Колорадо).
Юрська епоха вугленакопичення займає 3-є місце після пізньопалеозойської і пізньокрейдової — палеогенової; відклади Ю.с. складають 16 % світових запасів вугілля. За ресурсами нафти Ю.с. займає 2-е місце після крейдової системи. Відклади Ю.с. складають 22 % світових запасів нафти. Значні родовища відомі в р-ні Мексиканської затоки, Півн.-Німецької низовини і Північного моря, Прикаспію, у Вілюйській синеклізі і т. д. У юрських карбонатних відкладах розташовані найбільші поклади нафти Саудівської Аравії.

### Відклади юри на території України
В Україні відклади юрського періоду поширені в Дніпровсько-Донецькій і Причорноморській западинах, на Донбасі, в Карпатах і Криму. З ними пов'язані поклади нафти, газу, вугілля, будівельних матеріалів тощо.

## Зміна тривалостідоби
У зв'язку з притяганням Місяця, видимим проявом чого є припливи, швидкість обертання Землі поступово зменшується. За сторіччя тривалість земної доби збільшується приблизно на 2 мілісекунди.
Зміну довжини дня протягом геологічного часу було перевірено експериментально, завдяки підрахунку кільцевих ліній у викопних коралів. Корали відкладають на своєму зовнішньому скелеті у вигляді кілець карбонат кальцію; циклічність відкладення кілець пов'язана як з денним освітленням, так і з періодичними сезонними змінами: в 1963 році американський палеонтолог Джон Уеллс (1907-1994) відкрив, що з кільцевих утворень на епітеке коралів можна визначити кількість днів в році тієї епохи, коли ці корали жили. З огляду на зміну тривалості року і екстраполюючи назад в часі уповільнення швидкості обертання Землі завдяки впливу Місяця, можна також визначити тривалість доби в той чи інший геологічний період:
| Час         | Геологічний період | Число днів в році | Тривалість доби |
| ----------- | ------------------ | ----------------- | --------------- |
| Сьогодні    | Четвертинний       | 365               | 24 год          |
| 100 млн л.т | Юра                | 380               | 23 год          |
| 200 млн л.т | Перм               | 390               | 22,5 годин      |
| 300 млн л.т | Карбон             | 400               | 22 год          |
| 400 млн л.т | Силур              | 410               | 21,5 год        |
| 500 млн л.т | Кембрій            | 425               | 20,5 год        |

Щоб дізнатися тривалість доби до епохи виникнення коралів, вченим довелося вдатися до допомоги синьозелених водоростей. З 1998 року китайські дослідники Чжу Шісін, Хуан Сюегуан і Синь Хоутянь з Тяньцзіньського інституту геології і мінеральних ресурсів проаналізували понад 500 копалин строматолітів віком 1,3 мільярда років, що росли колись біля екватора і похованих на горах Яньшань. Синьозелені водорості реагують на зміну світлого і темного часу доби напрямком свого зростання і глибиною кольору: вдень вони пофарбовані в світлі тони і ростуть вертикально, вночі мають темне забарвлення і ростуть горизонтально. За зовнішнім виглядом даних організмів, враховуючи швидкість їх росту і накопичені наукові дані по геології і кліматології, виявилося можливим визначити річний, місячний і щоденний ритми росту синьозелених водоростей. Згідно з отриманими результатами, вчені зробили висновок, що 1,3 мільярда років тому (в докембрійських епоху) земна доба тривала 14,91-16,05 годин, а рік складався з 546-588 днів. Звіт про дослідження був опублікований у Journal of Micropaleontology та привернув велику увагу як у країні, так і за кордоном.
Існують і противники цієї оцінки, що вказують що дані досліджень стародавніх приливних відкладень, субліторальних карбонічних фацій (тайдалітів), суперечать їй.
Згідно з новим міжнародним дослідженням, збільшення тривалості дня могло мати важливий вплив на характер і час насичення Землі киснем.
«Незмінне питання в науці про Землю полягає в тому, як атмосфера Землі отримала кисень і які чинники відбувалися під час оксигенації», - відзначив співавтор дослідження Грегорі Дік, геомікробіолог з Департаменту наук про Землю та довкілля Мічиганського університету (США).

## Див також
- Силур